# Tierstimmenarchiv
Das Tierstimmenarchiv ist eine wissenschaftliche Sammlung von Tonträgern mit Gesängen, Rufen und anderen Lauten von Tieren. Es ist am Museum für Naturkunde Berlin angesiedelt.

## Geschichte

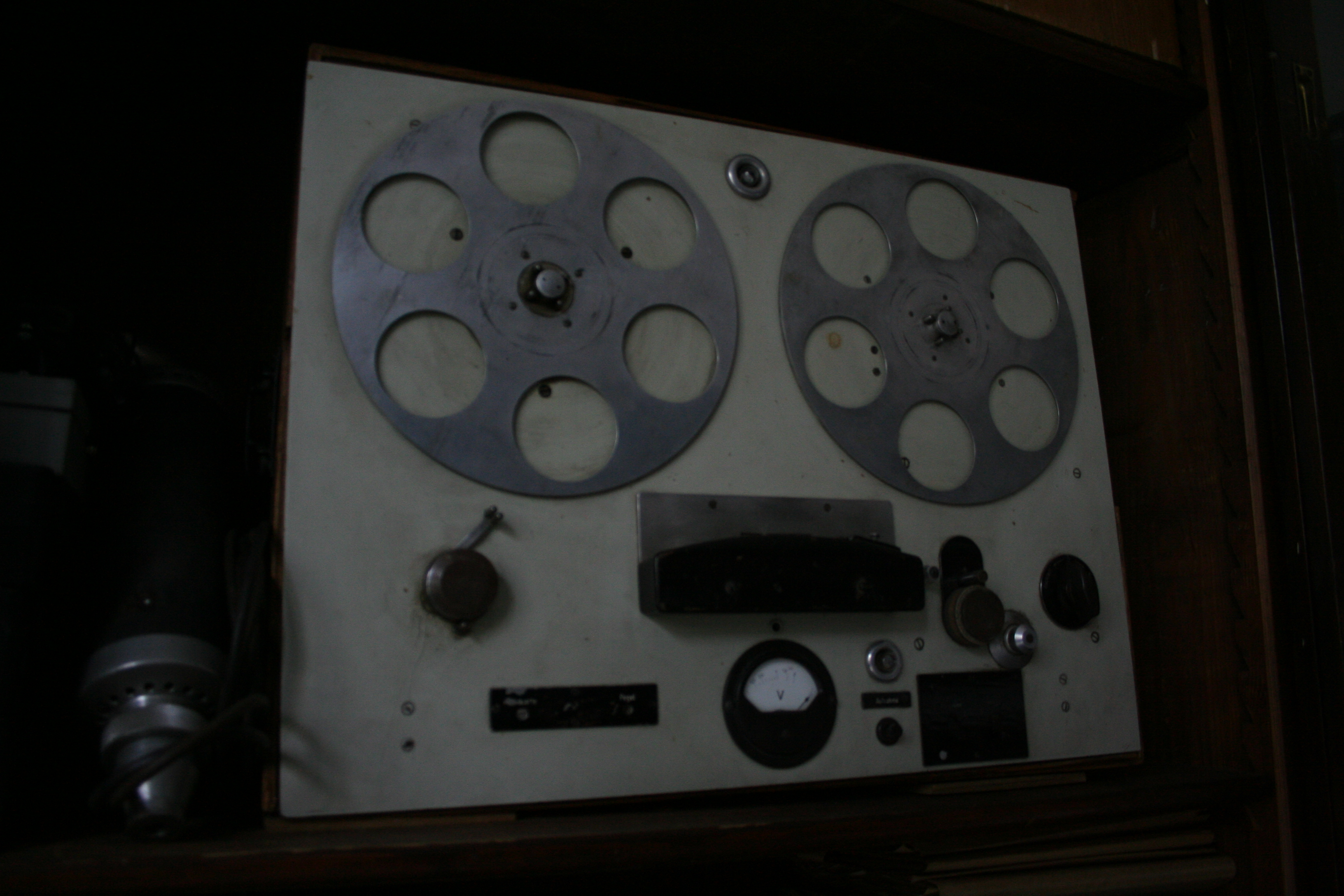
Historisches Tonbandgerät (gebaut 1951), mit welchem die ersten Aufnahmen für die Sammlung stattfanden

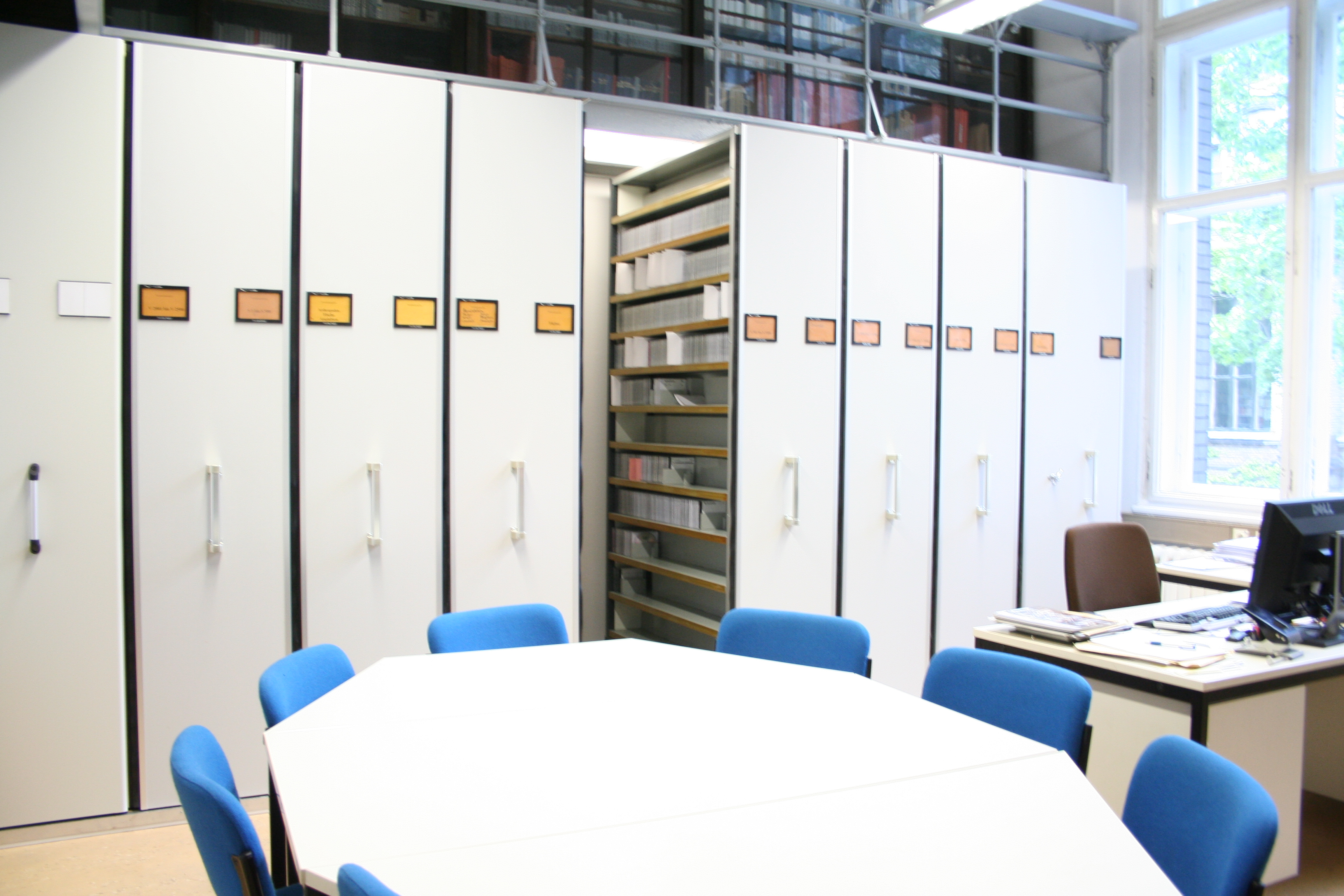
Das Magazin mit digitalen Tonträgern

Die Sammlung wurde 1951 von Günter Tembrock am damaligen Zoologischen Institut der Humboldt-Universität begründet und dient seither der Forschung und Lehre auf dem Gebiet der Bioakustik. Nachdem zunächst vor allem Aufnahmen in den Berliner Zoos gemacht wurden, nahmen ab 1960 auch die Aufnahmen aus den natürlichen Lebensräumen der Tiere zu.
Bis 1990 wurden die meisten Aufnahmen von Tembrock sowie seinen Mitarbeitern und Studenten angefertigt, später wurden Aufnahmen aus anderen Quellen, beispielsweise von Dagmar Langwald, Klaus Conrads und Gottfried Hohmann in die Sammlung integriert.

## Umfang der Sammlung
Der aktuelle Umfang der Sammlung umfasst 120.000 Tonaufnahmen, auf 4000 Tonbandspulen und digitalen Tonträgern. Darunter sind circa 1800 Vogel-, 580 Säugetier- sowie mehrere Fisch-, Amphibien-, Reptilien- und Insektenarten vertreten. Die einzelnen Aufnahmen erfolgten zumeist in Zoos und zum Teil in Laboren oder im Freiland. Geografisch liegt der Schwerpunkt der Freilandaufnahmen auf Mittel- und Osteuropa, mit wichtigen Teilsammlungen aus dem Kaukasus und Zentralasien.

## Digitalisierung
Um die meist als Tonband vorliegenden Aufnahmen zu erhalten, wurden diese nach und nach digitalisiert und auf CDs, DVDs und parallel auf Rechnern der Humboldt-Universität gespeichert. Auch bereits digital vorliegende Aufnahmen – beispielsweise von DAT oder Festplattenrekordern – wurden auf diese Medien umgestellt.